# Dornbirner Ach
De Dornbirner Ach (ook wel Dornbirnerach of Dornbirner Ache) is een rivier in het Bregenzerwald en het lagere Rijndal in de Oostenrijkse deelstaat Vorarlberg. Tot de kanalisering van de Rijn mondde de Dornbirner Ach uit in Fußach in het Bodenmeer; de gemeentenaam gaat terug op de riviernaam Fuss Ach. Tegenwoordig stroomt de rond 30 kilometer lange rivier bij Hard evenwijdig met de Rijn in het Bodenmeer en loopt zij over het grondgebied van de stad Dornbirn.

## Geografie

### Rivierverloop
De oorsprong van de rivier ligt in het zogenaamde Valorsertal (Reto-Romaans voor berendal), aan de noordwestzijde van de Hohen Freschens, in de buurt van het kleine bergstadje Ebnit, waar zij nog de naam Ebniterach draagt. De Ebniterach ontspringt in het uiterste zuiden van de deelstaat Dornbirner, nabij de grens met de deelstaat Zwischenwasser.
Het eerste deel van het stroomgebied van de rivier wordt gekenmerkt door diepe ravijnen en kloven in het berglandschap van Dornbirn. Verschillende zijrivieren, zoals de Kobelach en de Gunzenach, monden uit in deze rivier. Na de Schaufelschlucht heet de rivier officieel de Dornbirner Ach en stroomt zij door de Alplochschlucht naar de Staufensee (een stuwmeer in Vorarlberg), waar zij wordt tegengehouden. De Staufensee is naar de berg Staufen vernoemd, die vandaaruit te zien is. Vervolgens doorkruist de rivier de Rappenlochschlucht, voordat zij na ongeveer 14,5 kilometer de gebouwen van een voormalige textielfabriek in Gütle voorbijstroomt. Het stroomgebied van de Dornbirner Ach tot Talaustritt in Gütle, met een grootte van 51,1 km², is een van de gebieden met de meeste neerslag in Vorarlberg.
Ten slotte stroomt de rivier tussen de twee Dornbirner stadsdelen Hatlerdorf en Oberdorf en later door Markt. Na verschillende gebouwen, zoals het ziekenhuis, het gymnasium en het sportcentrum, te hebben gepasseerd, is de rivier weer de grens tussen de districten Schoren en Rohrbach. Te midden van loofbos aan weerszijden van de rivier is er een doorwaadbare plaats om het water over te steken.

## Documenten en verdere informatie